# Nicolas Roulet
Nicolas Roulet (ur. 24 sierpnia 1994 w Neuchâtel) – szwajcarski łyżwiarz figurowy, startujący w parach sportowych z Alexandrą Herbríkovą. Uczestnik mistrzostw Europy, medalista zawodów międzynarodowych, 4-krotny mistrz Szwajcarii (2015, 2016, 2019, 2020).

## Osiągnięcia

### Z Alexandrą Herbríkovą
| Zawody                      | 13–14          | 14–15          | 15–16          | 16–17          | 18–19          | 19–20          |                |                |                |                |                |                |                |                |                |                |                |
| Międzynarodowe              | Międzynarodowe | Międzynarodowe | Międzynarodowe | Międzynarodowe | Międzynarodowe | Międzynarodowe | Międzynarodowe | Międzynarodowe | Międzynarodowe | Międzynarodowe | Międzynarodowe | Międzynarodowe | Międzynarodowe | Międzynarodowe | Międzynarodowe | Międzynarodowe | Międzynarodowe |
| --------------------------- | -------------- | -------------- | -------------- | -------------- | -------------- | -------------- | -------------- | -------------- | -------------- | -------------- | -------------- | -------------- | -------------- | -------------- | -------------- | -------------- | -------------- |
| Mistrzostwa Europy          |                |                | 16             |                |                | 18             |                |                |                |                |                |                |                |                |                |                |                |
| CS Finlandia Trophy         |                |                |                | 8              |                | 11             |                |                |                |                |                |                |                |                |                |                |                |
| CS Golden Spin Zagrzeb      |                |                |                |                |                | 18             |                |                |                |                |                |                |                |                |                |                |                |
| CS Memoriał Ondreja Nepeli  |                |                | 8              |                |                |                |                |                |                |                |                |                |                |                |                |                |                |
| CS Nebelhorn Trophy         |                |                |                | 8              |                |                |                |                |                |                |                |                |                |                |                |                |                |
| CS Warsaw Cup               |                |                | 7              |                |                | 19             |                |                |                |                |                |                |                |                |                |                |                |
| Bavarian Open               |                | 5              |                | 2              | 6              |                |                |                |                |                |                |                |                |                |                |                |                |
| International Challenge Cup |                |                |                |                | 5              |                |                |                |                |                |                |                |                |                |                |                |                |
| Memoriał Hellmuta Seibta    |                |                | 4              |                |                |                |                |                |                |                |                |                |                |                |                |                |                |
| Mentor Toruń Cup            |                |                |                | 6              |                |                |                |                |                |                |                |                |                |                |                |                |                |
| NRW Trophy                  |                | 2              |                |                |                |                |                |                |                |                |                |                |                |                |                |                |                |
| Volvo Open Cup              |                |                |                |                |                | 9              |                |                |                |                |                |                |                |                |                |                |                |
| Krajowe                     |                |                |                |                |                |                |                |                |                |                |                |                |                |                |                |                |                |
| Mistrzostwa Szwajcarii      | 2              | 1              | 1              | 2              | 1              | 1              |                |                |                |                |                |                |                |                |                |                |                |

### Z Camille Heinkel
| Mistrzostwa Szwajcarii | 1 J |